# Batalla de Jankov
La batalla de Jankov, también conocida como batalla de Jankau o batalla de Jankowitz, tuvo lugar el 24 de febrero de 1645 en Jankov, a unos 60 km al sureste de Praga, y enfrentó a un ejército de Suecia de 16.000 soldados al mando de Lennart Torstenson contra un ejército del Sacro Imperio Romano Germánico a las órdenes de Melchior von Hatzfeldt y que también contaba con 16.000 soldados. La batalla terminó con una decisiva victoria sueca.

## Preludio

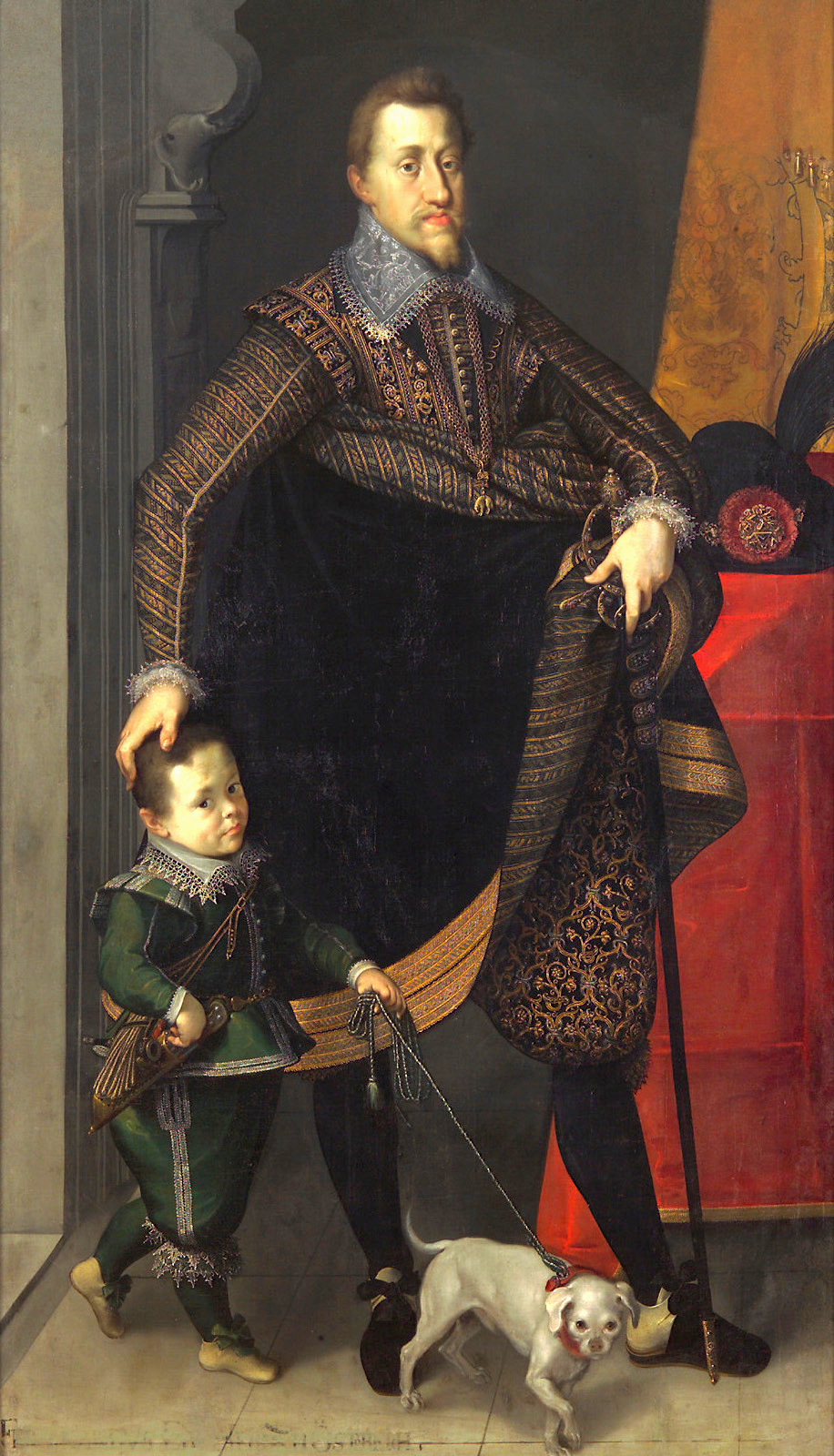
Fernando II de Habsburgo. Obra de Joseph Heintz.

La guerra de los Treinta Años comienza con el reconocimiento como heredero de Matías de Habsburgo de Fernando II de Habsburgo, y con la orden de destruir templos protestantes construidos ilegalmente en dos ciudades de Bohemia y que provoca el encarcelamiento de varios nobles enviados a Praga por una de esas ciudades. El 23 de mayo de 1618 se produce un motín en Praga y tiene lugar la defenestración de Praga, con lo que la guerra da comienzo.
La guerra de los Treinta Años es compleja, de móviles políticos, religiosos y económicos. La guerra comienza en Bohemia, se extiende por el Sacro Imperio Romano Germánico para terminar involucrando a casi toda Europa.
En 1630 Gustavo II Adolfo de Suecia acude en ayuda de los luteranos alemanes para prevenir una posible agresión católica a su país y para obtener influencia económica en los Estados alemanes situados alrededor del mar Báltico. Gustavo II Adolfo era subvencionado por Richelieu, el primer ministro del rey Luis XIII de Francia, y por las Provincias Unidas. Desde 1630 hasta 1634 hizo retroceder a las fuerzas católicas y recuperó una gran parte de las territorios protestantes ocupados, tomando Pomerania e Magdeburgo.
Fernando II había cesado en su puesto a Albrecht von Wallenstein, por lo que dependía de la Liga Católica. En la batalla de Breitenfeld, Gustavo II Adolfo derrotó a la Liga Católica comandada por el general Conde de Tilly. Un año después se encontraron de nuevo, y esta vez el general Tilly resultó muerto en la batalla de Rain (1632) mientras ofrecía resistencia a la invasión sueca del Palatinado. Esto obligó a Fernando II a volver a llamar a Wallenstein.

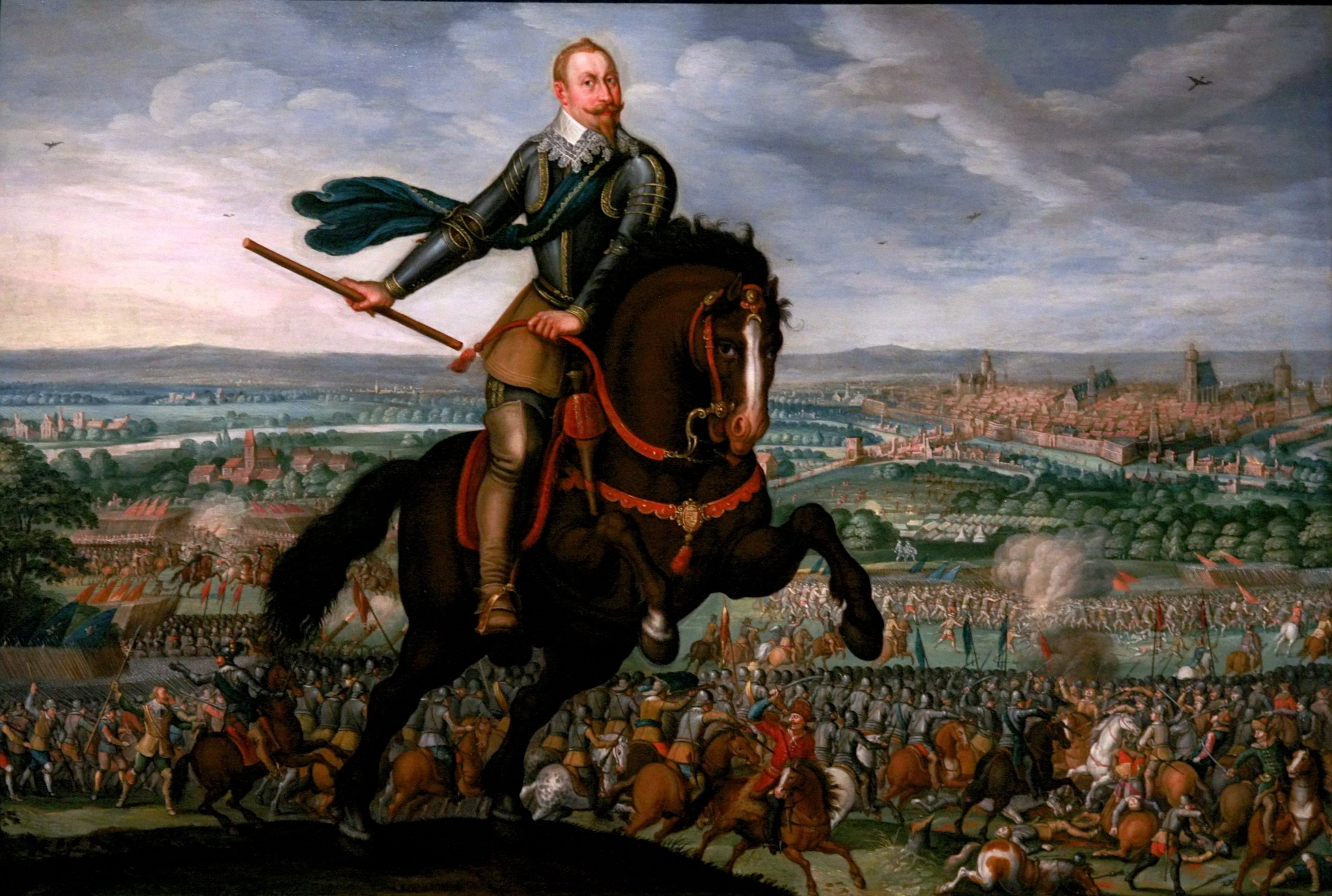
Gustavo II Adolfo en la batalla de Breitenfeld. Obra de Johann Walter.

Wallenstein y Gustavo II Adolfo de Suecia chocaron en la batalla de Lützen, en 1632, donde los suecos salieron victoriosos, pero cayó el rey sueco. Finalmente, los suecos y sus aliados protestantes alemanes, al mando de Gustaf Horn y Bernardo de Sajonia-Weimar, fueron derrotados en la batalla de Nördlingen en 1634 por el cardenal-infante don Fernando de Habsburgo.
En 1635 Francia entra directamente en la guerra apoyando a los protestantes. Parece que la balanza se inclina por ese lado, ya que los franceses penetran en Arrás (agosto de 1640) y Bapaume (1641). En Alsacia, Bernardo de Sajonia-Weimar pone sitio a Neuf-Brisach. El almirante Maarten Harpertszoon Tromp destruye una escuadra española en la batalla de las Dunas (1639). Además la secesión de Portugal y la revuelta de Cataluña (1640) son hábilmente explotadas por Richelieu. Mientras, en Alemania las tropas suecas bajo Johan Banér invaden Silesia y el norte de Bohemia. Un poco después, los suecos al mando de Lennart Torstenson vencen en la segunda batalla de Breitenfeld (1642). 
Sin embargo, la muerte de Richelieu en 1642 parece abrir nuevas expectativas para el bando católico. Se organiza una gran ofensiva hacia París liderada por Francisco de Melo, pero Luis II de Condé, por entonces Duque de Enghien, lo vence en la batalla de Rocroi. En 1644 el mariscal Jean Baptiste Budes de Guébriant es sustituido por Enrique de la Tour de Auvergne-Bouillon, quien sale victorioso en la batalla de Friburgo.
En los años 1643 y 1644 el ejército sueco al mando de Lennart Torstenson se había apartado momentáneamente de los asuntos de Alemania por tener que enfrentarse a una amenaza más cercana: Dinamarca. La guerra victoriosa recibió el nombre de Guerra de Torstenson.
Lennart Torstenson, ya libre de Dinamarca, vuelve a Alemania para intentar decidir la guerra.

## Movimientos previos
Lennart Torstenson, cuyas tropas se encontraban acantonadas en Sajonia y Turingia, avanzó hacia el Danubio. Anteriormente había intentado negociar una tregua con Sajonia pero no tuvo éxito, y alentó a Rákóczi, el Príncipe de Transilvania, aliado de Suecia a permanecer en estado de guerra con el Emperador.
En enero de 1645 Torstenson, que tenía bajo su mando 16.000 hombres con 80 piezas de artillería, después de haber conocido que el Emperador había reunido de nuevo un ejército numeroso en la frontera de Baviera, entró en Bohemia y avanzó hacia Kaaden, donde se vio obligado a detenerse por algún tiempo, porque el puente a través de la ciudad, cerca de Saatz, había sido arrastrado por una crecida, y el deshielo de enero había dejado intransitables todos los caminos. Tan pronto como el puente fue reparado y el estado de los caminos lo permitían, reemprendió la marcha sin detenerle el crudo invierno ni los ríos helados.
Las fuerzas imperiales, mandadas por Melchior von Hatzfeldt, pensaban que los suecos se dirigían al Palatinado y cuando se descubrió la auténtica intención de Torstenson, apenas tuvo tiempo de reunir a sus tropas. 
El 16 de febrero las tropas suecas divisaron el campamento Imperial establecido en unas alturas inaccesibles, más allá del río Otava. Ambos ejércitos se saludaron con algunos cañonazos (un cañoneo ligero que no condujo a ningún resultado) y, durante la noche, se mantuvieron en armas, a la espera, los suecos, pensando que el enemigo podría descender a la llanura; los imperiales, que Torstenson podría atacarlos en sus posiciones. 
Ambos estaban equivocados. El intenso frío, sin embargo, fue en aumento -a cuya gravedad los suecos estaban más expuestos, ya que no tenían equipamiento de campamento– y obligó al Torstenson a marchar a lo largo de la margen izquierda del Otava, a Strakonice, mientras que el enemigo se mantenía a la derecha, siguiendo de cerca sus movimientos. 
Torstenson, a pesar de sufrir gravemente de gota y de que con frecuencia tenía que desplazarse en litera, estuvo presente en todas partes, alentando a sus hombres, y los inspiraba con su ejemplo. Torstenson divulgó un informe en el que aseguraba que estaba a punto de marchar para levantar el sitio de Olmutz. En cuanto el Comandante Imperial tuvo conocimiento de este rumor, su esfuerzo se centró en cerrar el paso a las fuerzas suecas. Pero la falta de provisiones, y en especial de pan, que había causado que un número reducido de jinetes y de soldados de infantería desertaran del ejército Imperial, ocasionó diversos retrasos.
Se ordenó al Coronel Sporck, que se había ganado un gran reconocimiento por haber buscado con éxito a la caballería francesa después de la batalla de Tuttlingen, que con 200 jinetes observara la marcha de los suecos y mandase informes al General Melchior von Hatzfeldt.
Las fuerzas imperiales apenas se habían movido cuando el comandante recibió, a través del Coronel Sporck, la noticia de que los suecos estaban marchando hacia el mismo lugar al que Hatzfeld tenía la intención de avanzar ese mismo día. Por consiguiente, los imperialistas apresuraron su marcha y llegaron a Jankov en el momento en que los suecos también hacían su aparición. Los imperiales, sin embargo, ya habían ocupado todas las colinas antes de que llegara Torstenson, colocándose en una posición tal que Jankov quedaba entre los dos ejércitos. Las fuerzas estaban separadas solo por una pequeña colina baja e inmediatamente formaron sus líneas en orden de batalla. 
Esto fue el 23 de febrero.

## Fuerzas de los ejércitos
El ejército imperial estaba formado por 10.500 jinetes, 5.000 soldados de infantería, 500 dragones croatas y 26 cañones. En total 16.000 soldados.

El ejército sueco estaba formado también por 16.000 hombres con una ventaja considerable en poder artillero (60 cañones) pero con desventaja en cuanto a caballería, que contaba 1000 hombres menos.

## Generales y oficiales

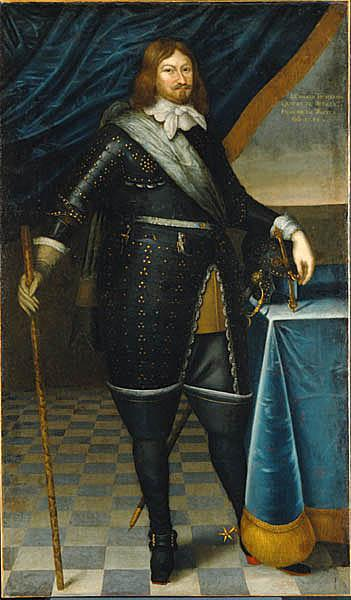
Lennart Torstenson

En la batalla de Jankov fue determinante el papel de los oficiales, tanto que se puede decir que el desarrollo de la batalla y su resultado es en gran parte obra de ellos.

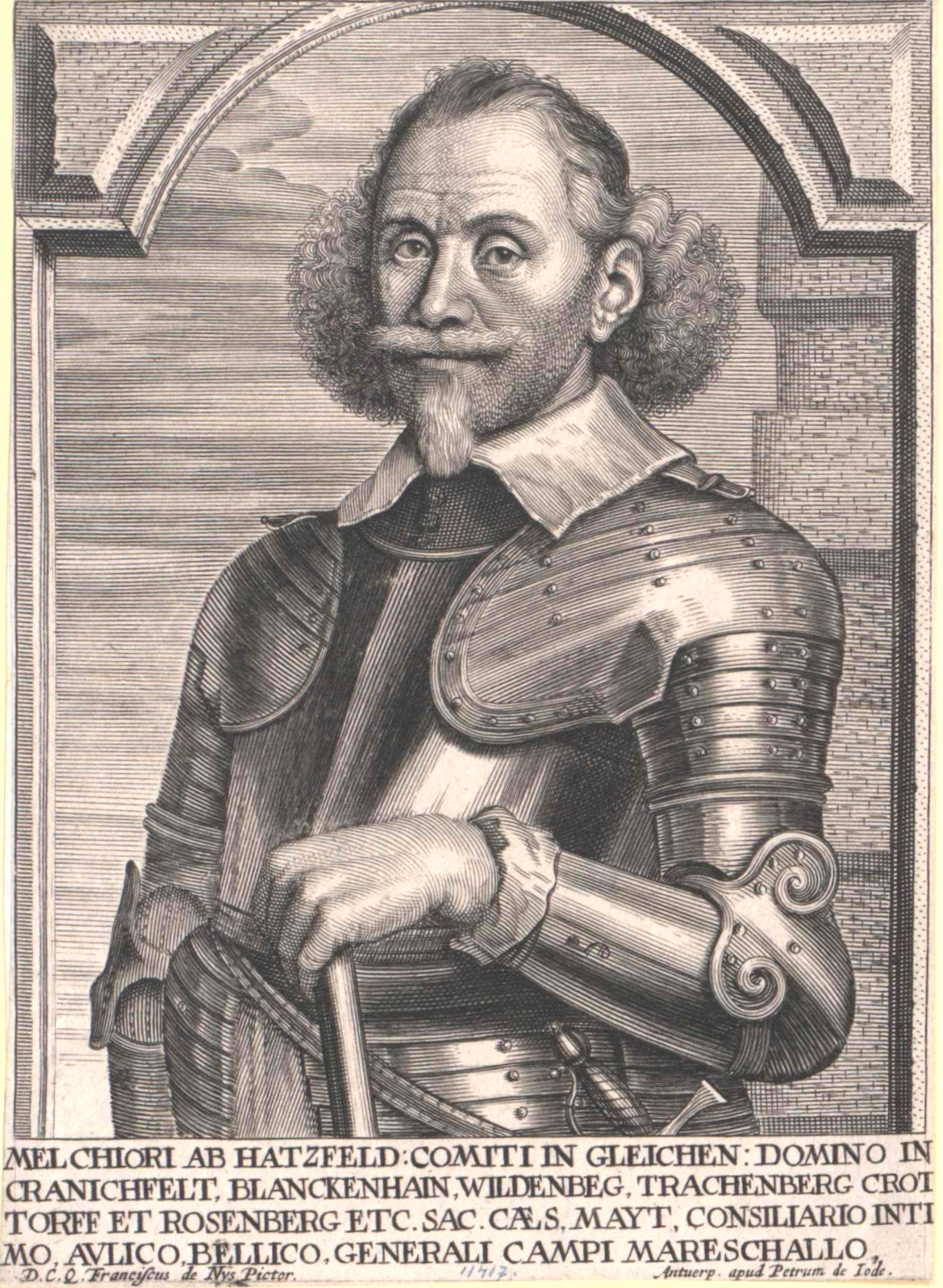
Melchior von Hatzfeldt

En el lado imperial, el General al mando era Melchior von Hatzfeldt, que había servido a las órdenes de Wallenstein y de Fabian Gallas. Era un competente estratega y organizador. No tenía confianza ni simpatizaba con sus subordinados, ni ellos la sentían por él, lo que hace que su relación con ellos fuera seria y distante. Esto será decisivo en algunos momentos de la batalla.
Entre sus oficiales destaca el Conde Johann von Götzen, que posee gran experiencia y tiene un carácter agresivo, arrogante, insubordinado, obstinado. Es el líder de la “facción alemana”, enemiga en la corte de Viena de los italianos, como el Príncipe Ottavio Piccolomini o Savelli. Su actuación en Jankov será clave.
La actuación de otros dos oficiales, Bruay y Suys, también tendrá una importancia capital para el resultado de la batalla.
Por parte sueca, Lennart Torstenson fue un estratega brillante, distinguiéndose por la conducción dinámica de las tropas y la rapidez de sus movimientos. Había servido a las órdenes de Gustavo II Adolfo de Suecia y fue uno de los primeros generales en concebir la importancia de la artillería en la guerra moderna. En 1645 era un general experimentado y ninguno de sus subordinados dudaba de él. Sufría gota, por lo que en muchas ocasiones debía desplazarse en litera.
Sus principales subordinados, Wittenberg, Mortaigne, Robert Douglas y Goldstein, habían estado ya en campañas anteriores junto a él y todos eran veteranos oficiales.

## La batalla
A última hora del 23 de febrero, Torstenson había sido arrastrado en su litera a la cima de la colina para poder tener una visión general del campo de batalla. La posición ocupada por Hatzfeldt era fácilmente defendible. El suelo era accidentado con colinas y bosques, por lo que había poco terreno abierto y limitaba el poder artillero. Esto no solo era un obstáculo para la artillería sueca, sino que la caballería, privada del espacio suficiente para cargar, también se veía perjudicada. El frente imperial estaba cubierto por un río congelado, el río Jankowa. Por último, el flanco derecho estaba cubierto por terreno escarpado y espesos bosques que dificultaban una posible maniobra de flanqueo por parte sueca.
Además, el flanco izquierdo se encontraba en una zona mucho más despejada: carecía de la protección del Jankowa. A pesar de la aparente debilidad del sur, Torstenson colocó su ejército en Bergen Svarta, la Montaña Negra, más al norte que justo enfrente de la posición imperial. Por la noche, después de reconocer el terreno, Torstenson convocó un consejo de guerra. La posición del ejército imperial era fuerte y la batalla presentaba un gran riesgo. Sin embargo, se llegó a la conclusión de que no existía otra posibilidad que presentar batalla. La operación comenzaría antes del amanecer. Amenazarían el lado derecho imperial para engañar a Hatzfeldt, y el asalto real sería en el sur, alrededor de la colina conocida como Chapell.
Antes de las 5:00 del día siguiente, Hatzfeldt se preocupó al enterarse de que se escuchaba movimiento a su derecha. Había desplegado su ejército con los bávaros de Johann von Werth en su derecha, respaldado por sus propias tropas westfalianas, von Götzen a la izquierda, los sajones en la reserva, con el centro de infantería dividido entre imperiales de la izquierda y los bávaros de la derecha.
Hatzfeldt no tenía confianza en la mayoría de sus oficiales y ellos sentían lo mismo por él. Al tener noticia del ruido que hacían los suecos, llegó a la conclusión de que Torstenson tramaba algo. Hatzfeldt ordenó a Gotz y a Werth que enviasen partidas de reconocimiento.

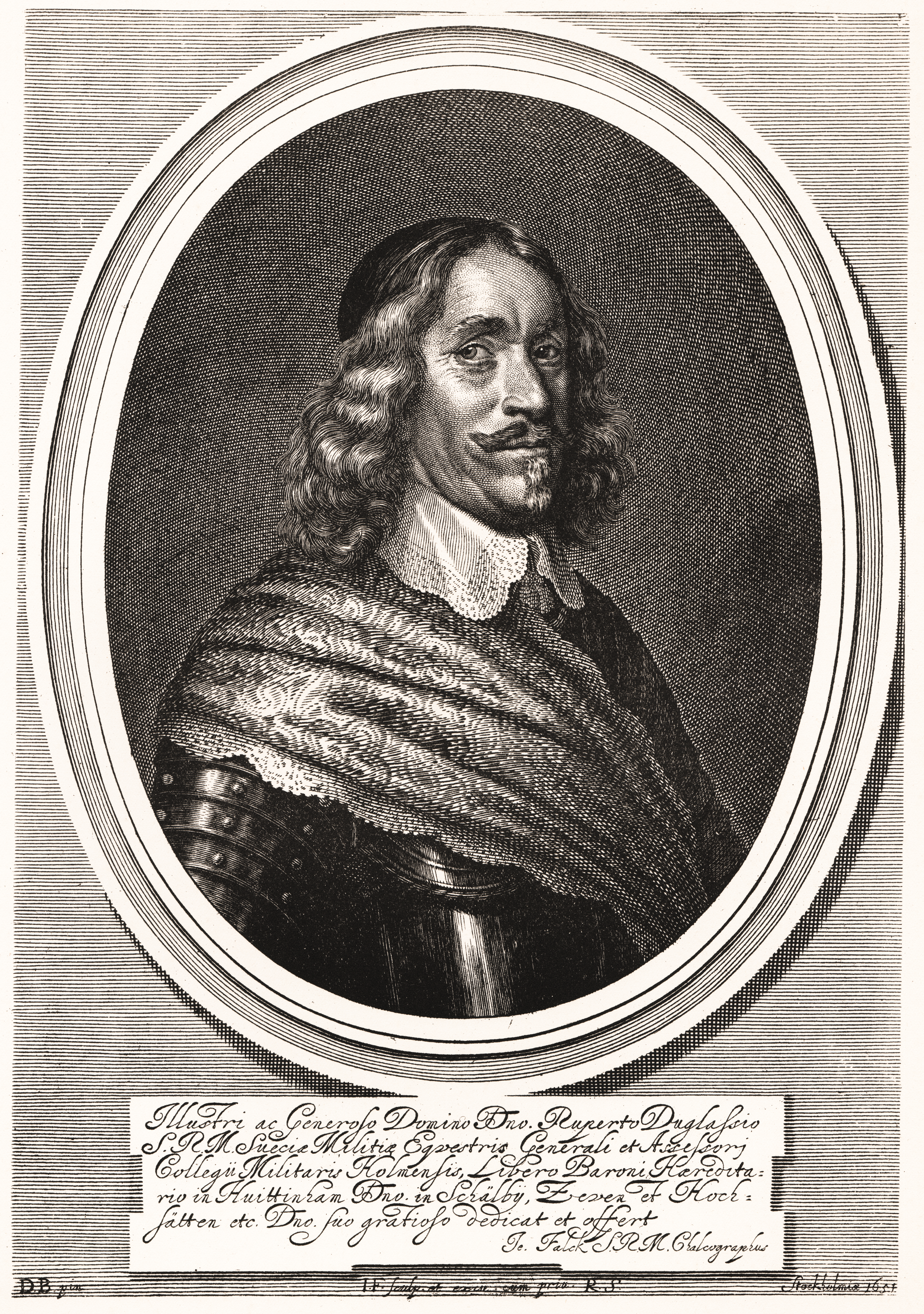
Robert Douglas

A las 6:00 los suecos se encontraban ya en movimiento. Se desplegaron tres columnas de las que la infantería formaba en la parte más oriental, la más cercana al enemigo. La columna central estaba compuesta por la caballería de Wittenberg con la artillería pesada, y la tercera columna estaba formada por los bagajes y era la más alejada a la acción.
La brigada de Goldstein actuaba como vanguardia, y la retaguardia estaba ocupada por Douglas, que además de servir de reserva tenía la misión de desviar la atención de Hatzfeld al presentarse como una amenaza para las tropas imperiales estacionadas al norte. Este movimiento fue tan convincente que Hatzfeldt decidió realizar un reconocimiento personal, dejando a su ejército sin un mando efectivo durante un par de horas decisivas.
Antes de marchar a realizar el reconocimiento, Hatzfeldt ordenó a von Götzen ocupar la colina Chapell. Con seguridad pretendería establecer un puesto de avanzada, pero von Götzen interpretó que debía avanzar el conjunto del ala izquierda a la posición expuesta. Von Götzen mandó a sus dragones que ocuparan la colina Chapell mientras el cuerpo principal avanzaba, movimiento que se retrasó más de lo debido. 
Al amanecer poco después de las 7:30, los dragones huyeron en masa al aparecer frente a ellos la vanguardia de Goldstein que se pudo hacer con la colina sin apenas lucha. La noticia de que fuerzas suecas habían ocupado la colina sorprendió a von Götzen, pero inmediatamente decidió contraatacar y tomar la colina. Antes de las 8:00, la izquierda imperial se encontraba en marcha.
Al mismo tiempo, hacia el flanco derecho, Hatzfeldt ya había descubierto el verdadero propósito de Torstenson y se dispuso a preparar el ala izquierda contra el ataque inminente. Sin embargo, cuando llegó al flanco izquierdo, alrededor de las 8:15, se encontró con las últimas tropas marchando hacia el oeste. Sorprendido, preguntó a un oficial qué estaba pasando y éste le contestó, sin mostrar ningún respeto, que lo que se estaba haciendo había sido ordenado por von Götzen y sin duda redundaría en ventaja imperial. Sin más palabras Hatzfeld montó para buscar a von Götzen.
Von Götzen dirigía el ataque que había sido lanzado temerariamente al avanzar sin explorar el terreno. Los suecos habían establecido una línea defensiva con los dragones ocupando una posición avanzada en el pueblo de Wlckowitz y la infantería, caballería y artillería ligera en la colina Chapell.
La caballería de von Götzen no conocía la ruta exacta; al encontrarse estaba entre espesos bosques y cerros. Su avance se realizó en la más completa confusión y solo volvió un poco el orden al contemplar la colina Chapell. Eran las 8:15 y se encontraban en el suroeste del valle de Nosakov, el cual no era un buen terreno para un ataque al ser tierras bajas dominadas por la colina y no tener la suficiente amplitud como para permitir a la caballería desplegarse adecuadamente, con la colina y bosques hacia el sur y más bosques, cerros y el río helado en el norte. Con temeridad, von Götzen empujó a sus soldados hacia el enemigo en una carga desordenada en improvisadas columnas.
Al tiempo que von Götzen lanza a sus escuadrones al ataque, alrededor de las 8:30, Hatzfeld logra dar con él. Le exige una explicación que lleva a la discusión y von Götzen amenaza con marcharse. Hatzfeld, en un ataque de genio, comienza a cabalgar sin responder y von Götzen claudica y retira su amenaza. Llegan al acuerdo de que al encontrarse el ala comprometida, el ataque debía continuar y apoyar al ala izquierda con el centro y la derecha.
El ataque a la colina fue un desastre para el ejército imperial. El fuego de artillería y de los mosquetes suecos hizo mucho daño a la caballería, mientras que los dragones en Wlckowitz obstaculizaron la llegada de refuerzos. Solo los dragones que habían huido al principio de la batalla, lograron crear algo de problemas al ejército sueco, pero su esfuerzo resultó al final inútil. Von Götzen, obstinado, se negó a retirarse ante el fracaso del ataque, hasta que su cuerpo fue alcanzado por dos balas, resultando muerto. La resistencia imperial desapareció con él. A las 9:00 las tropas imperiales se retiraban desordenadamente perseguidas por la caballería sueca de Wittenberg.
Las tropas suecas, en persecución de la desorganizada ala izquierda imperial, se toparon con un cuerpo fresco de imperiales al mando de Suys que no había tenido tiempo de llegar en apoyo de Gotz, por lo que había formado una línea defensiva en los bosques entre Nosakov y Wlckoawitz. Los suecos desplegaron a la infantería y a los dragones de Mortaigne entre los bosques logrando colocar a los imperiales bajo su fuego en una posición de desventaja. Hatzfeldt, al menos, había tenido éxito al desplegar la infantería en orden, pero la artillería había resultado muy difícil de transportar por el suelo helado, por lo que al menos 9 cañones y casi todas las municiones se quedaron inmovilizadas y tuvieron que ser abandonadas por la presión de las tropas suecas.
Mortaigne extendió sus tropas en una colina en el flanco sur de donde se encontraba Suys y las hizo avanzar teniendo lugar una sucesión de choques desarticulados en torno a espesos bosques que anuló la ventaja sueca en fusilería y artillería. Las tropas de Mortaigne, acompañadas por varias brigadas dirigidas por Seestedt, avanzaron hasta que un contraataque por parte de un conjunto de caballería imperial, bávara y sajona les hizo retroceder. En este combate resultó muerto Seestedt y 13 enseñas suecas fueron tomadas.
La caballería imperial, sin embargo, tuvo que dar marcha atrás al situarse varios cañones en el bosque. La parte más decisiva de este combate tuvo lugar más al sur. El contingente principal de la infantería sueca avanzó por los bosques para enfrentarse a la infantería imperial formada delante de Nosakov. Se produjo un tiroteo prolongado.
Torstenson reagrupó parte de la caballería de Wittenberg y la envió más hacia el sur para envolver el ala izquierda imperial. Hatzfeldt detectó la maniobra y se colocó a la cabeza de su caballería con Werth y los sajones cubriendo el sureste de Suys. El choque de las caballerías fue violento. La presión ejercida por los suecos hizo que las fuerzas imperiales formadas en línea adoptaran la posición de una media luna. Sin embargo, las fuerzas imperiales aguantaron al menos una hora más.
Alrededor de las 11:30 Hatzfeldt cayó de su caballo, y las tropas imperiales se retiraron en orden cubiertas por Werth. Las tropas de Wittenberg capturaron entonces los cañones y municiones abandonadas por Suys. Los suecos habían hecho retroceder a sus oponentes, pero no los habían vencido totalmente.
A mediodía los ejércitos perdieron el contacto. Los suecos, gracias a su gran disciplina, tardaron poco en reagruparse a pesar de encontrarse en un terreno accidentado. Algunos oficiales suecos eran partidarios de perseguir a Hatzfeldt hasta Praga, pero Torstenson no pensaba igual, ya que con un terreno tan accidentado corrían el riesgo de sufrir una emboscada con la que perdiesen toda la ventaja que habían adquirido. Decidió dejar escapara a Hatzfeldt sin molestarlo. Formó a su ejército en una línea defensiva de norte a este entre las localidades de Jankov y Radmeritz. La artillería pesada la reposicionó en una colina, mientras que la impedimenta la colocó al sur y al oeste de Radmeritz cerca de los bosques.
Mientras Torstenson pensaba dejar escapar a Hatzfeldt, éste daba la batalla por perdida y que los suecos le iban a intentar acosar para que no se retirase de forma segura. Pensó que lo mejor sería colocarse en una posición defendible y aguantar hasta el atardecer para luego retirarse protegido por la noche. Eligió para la línea defensiva un gran valle poco profundo que corría entre el Jankowa y el pueblo de Hrin, ocupando también una colina al sur, entre el valle y los suecos. Hatzfeld eligió esta posición porque la depresión del terreno debía ofrecerle cobertura contra la artillería sueca. La posición imperial distaba de la sueca unos 2,5 km hacia el sur.
Colocó a las antiguas tropas de von Götzen con el apoyo de algo de infantería a la derecha. En el centro 5 brigadas de infantería, la artillería y la caballería sajona y en el ala izquierda situó a los bávaros de Werth.
A las 13:00 Hatzfeldt fue a Hrin, ya que Werth había dado la alarma de que se atacaba la pequeña colina ocupada al sur. Torstenson había sido informado de que una fuerza de mosqueteros había quedado retrasada en la retirada imperial y se hallaba en una pequeña colina. El general sueco se hizo llevar hacia donde pudiera observarlo y después envió a 400 mosqueteros para que los asaltase. Cautelosamente, el destacamento imperial volvió a huir sin ninguna resistencia. Hatzfeldt llegó al ala derecha en el momento que los mosqueteros llegaban al valle. Reprendió a los mosqueteros por ser expulsados por tan pequeña fuerza sin mostrar ninguna resistencia y les ordenó que volvieran a tomar la colina. Él volvió para Hrin.
Bruay y Suys organizaron un masivo contraataque en el que tomaría parte toda la infantería (6 batallones) apoyada por la caballería de Bruay. Esto no es lo que Hatzfeldt pretendía, quien expresó con posterioridad que su intención era enviar unas pequeñas fuerzas para proteger al resto que se situarían en sus posiciones defensivas. En todo caso, Bruay expulsó a los mosqueteros, ocupó la colina y tomó diez cañones.
En ese momento Torstenson fue consciente de que Hatzfeldt no había abandonado el campo de batalla. Mandó inmediatamente a Douglas y a Mortaigne que organizaran un asalto a mayor escala y a Wittenberg que estuviese preparado. Entraron en acción los cañones que habían sido adelantados 3 o 4 millas en poco tiempo y que abrieron grandes huecos entre las filas imperiales. Estas tropas no podían responder al fuego por no tener ni un solo cañón.
Las tropas al mando de Douglas cayeron sobre los Imperiales de Bruay y estos retrocedieron. A Mortaigne le fue peor; a pesar de causar grandes bajas a la infantería de Suys, ésta logró repeler el ataque. 
Mientras esto sucedía en el ala derecha imperial, Hatzfeldt había dado orden de atacar a la caballería bávara de Werth, posicionada en el otro flanco, y cogió por sorpresa a Wittenberg. Wittenberg y Goldstein fueron heridos. Werth, después de hacer huir a la caballería sueca, quiso envolver la derecha sueca y pensaba que quizás podría dar así un vuelco al destino de la batalla. Sin embargo, no había tenido en consideración a las tropas suecas que se habían quedado cuidando de los bagajes. Estas tropas dieron tiempo a la caballería de Wittenberg y Goldstein para reagruparse y lanzar un contraataque contra la ahora desordenada caballería bávara, haciéndola huir con muchas bajas.
Las únicas tropas imperiales que habían aguantado eran las de infantería de Suys, que contaban con el apoyo de los sajones. Estos, presagiando el cruel desenlace de la batalla, deciden retirarse. Tropas imperiales aparecen detrás de las de Mortaigne, pero son dispersadas por los mosqueteros y por la caballería de Douglas.
A las 16:00 todo había terminado, las tropas imperiales empezaron a huir desesperadamente y los suecos los persiguieron con decisión.

## Bajas de la batalla
Los suecos perdieron casi 2.000 hombres. Entre los numerosos heridos se contaban Wittenberg y Goldstein
Los imperiales perdieron 5.000 jinetes y casi toda la infantería. Entre los muertos figuraban von Götzen y Bruay. 
Los suecos tomaron 26 cañones, 34 insignias y 4450 prisioneros, entre los que se encontraba Hatzfeldt, que había sido hecho prisionero al tratar de huir.

## Consecuencias
El ejército imperial fue totalmente aniquilado, el ejército sueco siguió avanzando y tomó sin dificultades Tabor, Neuhaus, Iglau y Znaim. Torstenson, comprendiendo que no existían fuerzas que se interpusieran en su camino, avanzó hacia Viena y el 25 de marzo se encontraba a 80 km de la capital del Sacro Imperio, pero decidió esperar a sus aliados Enrique de la Tour de Auvergne-Bouillon y Rákóczi.
La destrucción de su ejército fue un duro golpe para el Emperador, quien siendo consciente del peligro que se cernía sobre él, se apresuró a reunir un ejército de 16.000 hombres con soldados procedentes de Moravia, Silesia, Hungría, Italia y Austria. Incluso se llegó a armar a 5.000 vieneses. Finalmente Matthias Gallas llegó también a la capital con tropas de refuerzo, con lo que el emperador disponía de un ejército de 30.000 hombres.
Torstenson decidió posponer su ataque a Viena hasta la llegada de Rákóczi. Mientras tanto intentaría conquistar la ciudad de Brno. 
Esta fue una mala decisión por parte de Torstensson, ya que la fortaleza fue defendida decididamente y supuso un gran desgaste para los suecos. La unión con Rákóczi no se produjo y de esta forma se perdió una oportunidad para obligar al Emperador a dar por terminada la guerra. Sin embargo, el poder imperial quedó muy disminuido con esta batalla al perder a la flor y nata de su ejército.